# De verdachte Verheugt
De verdachte Verheugt is een detectiveverhaal van de Nederlandse schrijver Janwillem van de Wetering . Het boekje werd in 1980 uitgegeven door de Stichting Collectieve Propaganda van het Nederlandse Boek, ter gelegenheid van de Boekenweek 1980, die dat jaar als motto had: “Bezig met boeken”. Het is later opgenomen als eerste deel van het  achtste boek van de Grijpstra&De Gier-cyclus.

## Verhaal
Het bekende Amsterdamse rechercheduo Grijpstra en De Gier raakt op een late vrijdagavond betrokken bij een caféruzie in de binnenstad. Ze assisteren de dienders Ketchup&Karate(hun collega’s Kuypers en Visser). Ene Frits Verheugt is in het water beland en wordt door De Gier en Ketchup weer op het droge geholpen. Na een nachtje cel laat de adjudant van dienst Jurriaans verdachte Frits Verheugt zonder proces-verbaal vertrekken. Intussen is het rechercheduo ervan overtuigd geraakt dat Frits zijn echtgenote Ria heeft omgebracht en ergens onder het Amsterdamse zand heeft verstopt. De hoofdpersonen zijn:
- Het overbekende rechercheduo van de Amsterdamse afdeling Moordzaken Grijpstra&De Gier.
- Frits Verheugt. Succesvol uitgever, die onlangs een bod van 1 miljoen gulden op zijn zaak heeft afgeslagen. Hij woont op de bovenste verdieping van een verbouwd pakhuis.
- Ria Verheugt. Ze wordt er door Frits van beschuldigd met de complete inboedel te zijn verdwenen. De rechercheurs verdenken Frits ervan Ria te hebben omgebracht. Zij heeft 100.000 gulden ingebracht bij haar huwelijk, maar dat geld zit vast in Frits zijn uitgeverij.
- Martietje, barmeisje en hopeloos verliefd op Frits.
- Zjaafje uitbater van het binnenstadscafé Bielema. Doopnaam Xavier d’Ablaing de Batagglia.
- Borrie Bielema, kapper en eigenaar van café Bielema.
- Kiran, een oversekste caféhond.

Grijpstra en de Gier zoeken het hele weekend vergeefs naar het lijk van Ria Verheugt. Ze ontdekken wel het lijk van het hondje Babette Verheugt op het dak van het pakhuis. In de slotscène komt de vermiste vrouw als heer op een herenfiets aanfietsen om Frits neer te schieten, die juist op dat moment midden op straat wordt verleid door een wanhopige Martietje. De Gier verhindert de moordaanslag. De commissaris stelt ten slotte orde op zaken. De natuur moet zijn gang maar gaan. Frits met Martietje en Ria met de edelman Xavier d’Ablaing de Batagglia, die elkaar al lang hoog hebben zitten. Dit fictieve moordonderzoek is hiermee afgesloten maar de commissaris heeft nog een echt lijk voor de twee rechercheurs. In de kofferbak van een gestolen Mercedes wacht een lijk op Grijpstra&De Gier.

## Censuur
Het manuscript werd gecensureerd. Het werd Van de Wetering niet toegestaan de zin: "Ik laat me niet in mijn kut kijken", te gebruiken. Gereformeerde lezers zouden er aanstoot aan kunnen nemen, was het argument. Hij veranderde de zin in: "En ik laat me niet voor niets bekijken, zeker niet van onderen".